# Ponte Rodoferroviária de Marcelino Ramos
A Ponte Rodoferroviária de Marcelino Ramos está situada sobre o Rio Uruguai, na divisa dos Estados de Santa Catarina e Rio Grande do Sul, na Linha Itararé-Uruguai da antiga EFSPRG, pouco antes da estação de Marcelino Ramos, no lado gaúcho. Está localizada ao lado da foz do Rio do Peixe, vindo de Santa Catarina.

## História
A ponte foi aberta em 17 de dezembro de 1910, provisória em madeira, devido à pressa em se entregar a Linha Itararé-Uruguai no final desse mesmo ano pela Brazil Railway Company, que construía a Estrada de Ferro São Paulo-Rio Grande.
Uma enchente ocorrida em maio de 1911 derrubou a ponte provisória, de madeira, sobre o Rio Uruguai, interrompendo seu tráfego. O trecho só voltou a ser totalmente restabelecido em meados de 1913, quando a ponte de aço definitiva, que se encontra em serviço até hoje foi entregue pronta, aliás, ela já estava em construção na época em que a provisória foi levada pela enchente. 
Em 2000, a ponte foi levantada por macacos hidráulicos, para que a Usina Hidrelétrica de Itá, 15 km rio Uruguai abaixo, pudesse encher a foz do Peixe no Uruguai, sem que esta fosse submersa. Os trens turísticos da Associação Brasileira de Preservação Ferroviária e de capina da Rumo Logística passam até hoje pela ponte. Ela também é uma ponte rodoviária.É uma das pontes lendárias do Brasil.

## Galeria

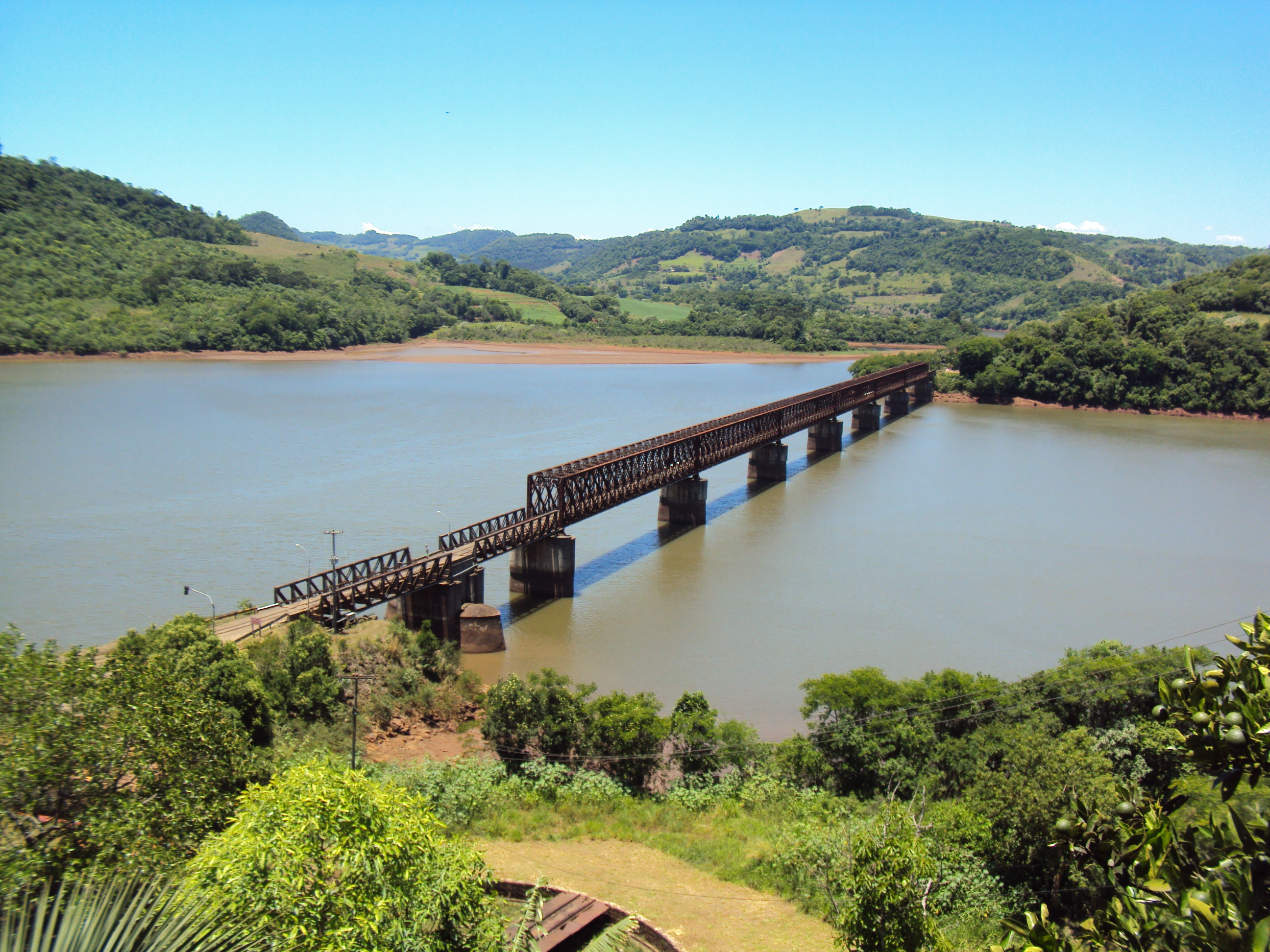
Ponte Rodo-Ferroviária.
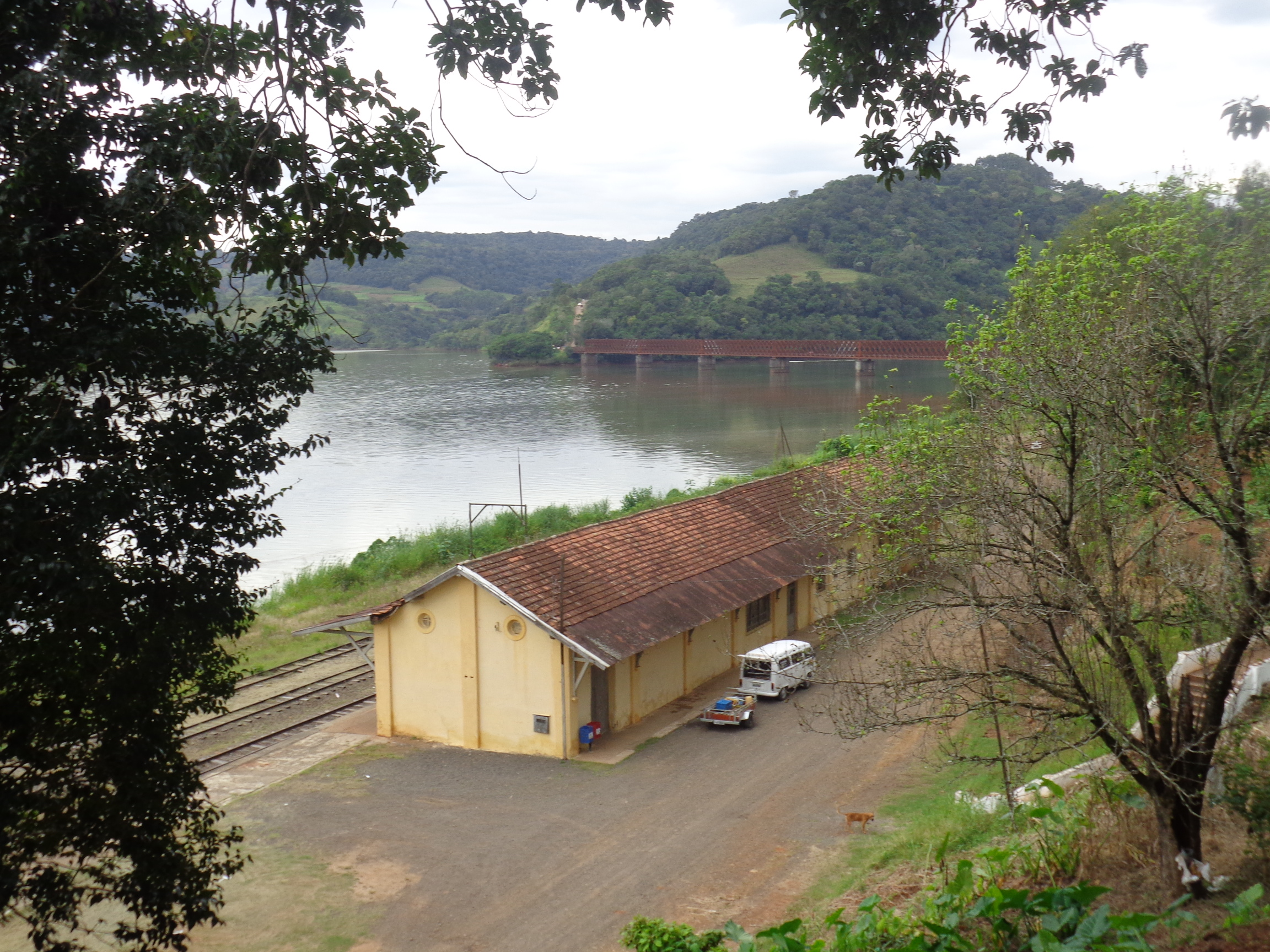
Ponte e Estação Ferroviária.
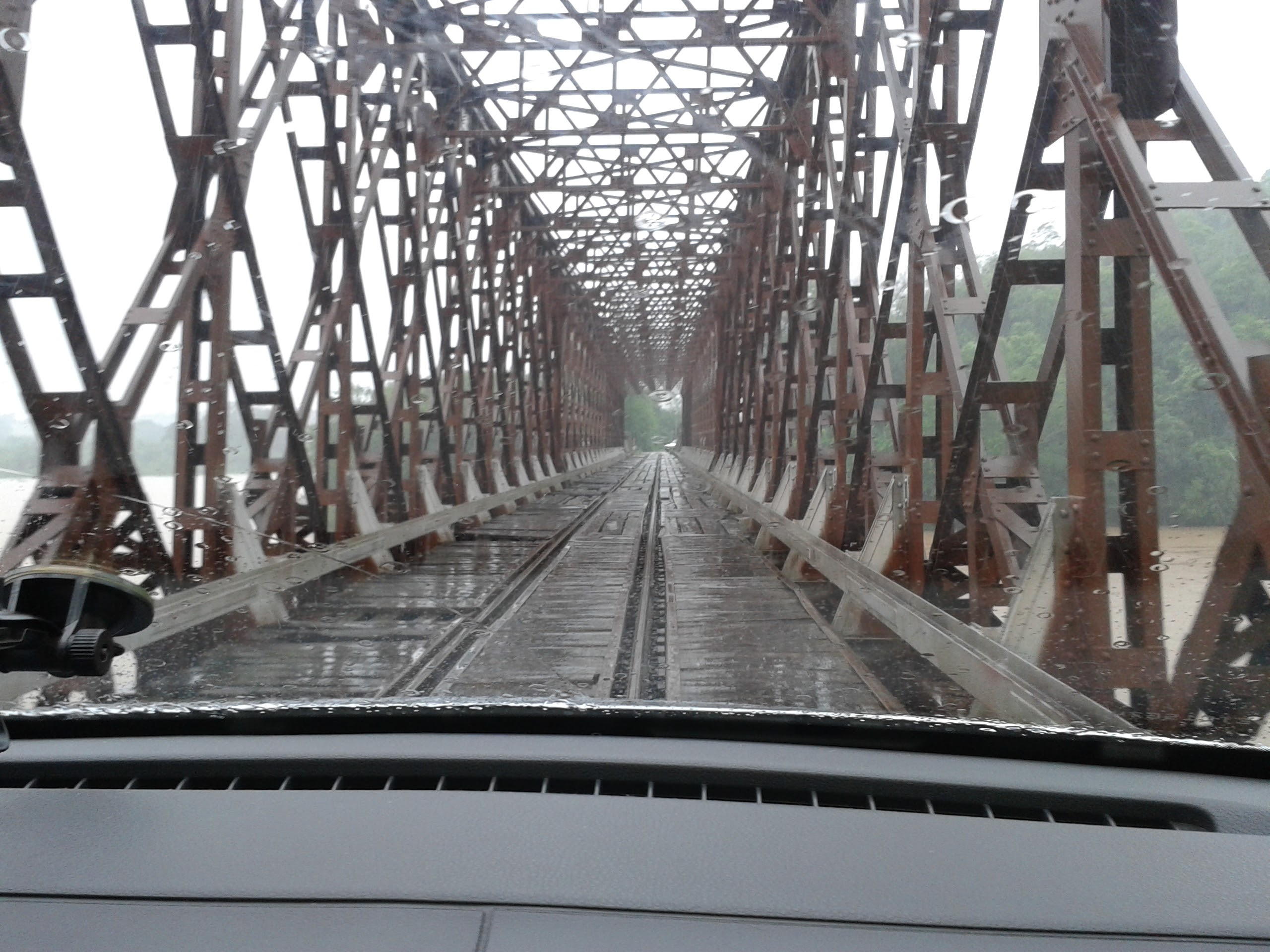
Travessia, ponte de ferro, em Marcelino Ramos.